# Eleonore Charlotte von Württemberg-Mömpelgard
Eleonore Charlotte von Württemberg-Mömpelgard (* 20. November 1656 in Horburg; † 13. April 1743 in Breslau) war durch Heirat Herzogin von Württemberg-Oels.

## Leben
Eleonore Charlotte war eine Tochter des Herzogs Georg II. von Württemberg-Mömpelgard (1626–1699) aus dessen Ehe mit Anne (1624–1680), Tochter des Gaspard III. de Coligny.
Am 7. Mai 1672 heiratete sie in Oels Herzog Sylvius Friedrich von Württemberg-Oels. Die Ehe blieb kinderlos.
Eleonore Charlotte erwarb 1676 die Herrschaft und Stadt Festenberg und verlegte ihre Residenz dorthin. Die Herzogin baute die Stadt Festenberg aus eigenen Mitteln umfangreich aus, ließ dabei 1688 die Kirche Zum Kripplein Christi  neu errichten und unterstützte die sich ansiedelnde Bevölkerung. Beim Kaiser erwirkte sie für die Einwohner einen Erlass für einhundert Jahre Steuerbefreiung.
Durch einen Rechtsstreit mit Anna Sophia (1647–1726), der verwitweten Herzogin von Württemberg-Juliusburg, verlor sie 1712 Festenberg an diese.
Von 1710 bis 1712 sind im Landesarchiv Baden-Württemberg, Abteilung Hauptstaatsarchiv Stuttgart, erhalten: Akten betreffend die geisteskranke und völlig verwirrte Herzogin Elisabeth, Herzog Friedrich Ferdinands von Württemberg-Weiltingen Wittib, und die von ihrer Schwester, der verwittweten Herzogin Eleonora Charlotte von Württemberg-Oels geführte Klage über die Behandlung derselben.